# Антоніо Поссевіно
Анто́ніо Поссеві́но (італ. Antonio Possevino; 10 липня 1533 — 26 лютого 1611) — італійський католицький священник, єзуїт, дипломат Святого Престолу. Найвідомішою його місією була поїздка до Речі Посполитої та Московії з метою укладання миру між цими двома державами — Поссевіно зіграв ключову роль в укладанні Ям-Запольського перемир'я (1582) терміном на 10 років, яке завершило виснажливу Лівонську війну. Але запропонований у тому ж 1582 році Ватиканом через Поссевіно проект унії католицької і московської православної церков було відхилено Іваном IV. Помер у Феррарі.

## Біографія
Антоніо Поссевіно народився 12 липня 1533 року в ремісничій сім'ї у кварталі Сан-Леонардо міста Мантуя. Його батько Франсіско та брат Джорджіо займалися золотарством. Хоча Поссевіно народився в Мантуї, його дід Джованні Антоніо Поссевіно та батько Франческо були вихідцями з п'ємонтского міста Асті, яке вони залишили, ймовірно, на початку XVI століття і перебрались до Мілана. Після завоювання Мілану іспанцями вони переселилися в Мантую, змінивши прізвище з Каліані на Поссевіно.
Зміна прізвища та ремесла, яким займалась сім'ї Поссевінів, а також ряд інших факторів призвели до того, що почали з'являтись здогадки про єврейське коріння Поссевіна, що не було чимось незвичним у ті часи, бо єзуїти у XVI столітті часто приймали християн єврейського походження до своїх лав.
Поссевіно залишив Мантую у віці сімнадцяти років і поїхав до Риму, де в 1550—1552 роках вивчав літературу, іноземні мовах та філософію. Він був швидко помічений церковними ієрархами, зокрема архієпископом Аугсбурзьким Отто фон Трухессом, який в 1554 році запросив його до Німеччини, щоб він взяв наукову опіку над Максиміліаном, сином тодішнього короля Німеччини, а пізніше імператора, Фердинанда І Габсбурга.
Коли Поссевіно вже готувався до свого від'їзду, в 1554 році він отримав аналогічну пропозицію від єпископа Мантуї, кардинала Ерколе Гонзага. Поссевіно, погодившись на цю пропозицію, став не тільки одним з його секретарів, але і вчителем його племінників: Франческа і Сципіона.
Разом із племінниками кардинала Гонзага він часто перемыщувався Італією. Спочатку він перебував у Феррарі, де зі своїми підопічними вивчав філософію, але в умовах непевної політичної ситуації в місті йому довелося залишити його, і в січні 1557 року він поїхав до Падуї, де продовжив навчання в місцевому університеті. В Падії він залишився до аж кінця 1558 р., коли, після звістки про смерть батька Франческа Гонзаги Ферранте, він вирушив з ним у Неаполь, де вирішила оселитись вдова Ферранте — Ізабела де Капуа. Поссевіно прибув туди на початку 1559 року, але з огляду на зміну Ізабелою свого рішення, він зі своїми підопічними майже одразу поїхав до Мантуї, а потім знову до Падуї.
Черговим важливим кроком у кар'єрі Поссевіна було призначення згідно бреве від 1 лютого 1559 року на відповідальну посаду коменданта (управляючого) парафії святого Антоніо в п'ємонтському муніципалітеті Фоссано (провінція Кунео). Проте Поссевіно не залишився там надто довго, тому що в липні цього року він повернувся до Падуї, щоб продовжити навчання.
У тому ж році, 29 вересня 1559, Посевіно вступив до ордену єзуїтів. Вже тоді він цінувався як чудовий організатор, тому через два місяці генерал ордену Дієго Лайнес наказав йому перервати римське послушництво і маючи на меті використати його титул коменданта Фоссано, направив його до Савойського герцогства, яке була володінням герцога Еммануїла Філіберта (1553—1580), щоб посилити вплив католицької релігії на підвладних герцогу землях.
У лютому 1560 Поссевіно прибув до Ніцци, де він зустрівся з правителем Савої. Потім, після короткого перебування в Фоссано, він почав пастирське служіння в муніципалітетах Кавур, Буббіо, Лузерна, Пінероло, Кампігліоне, Авігліані, Каріньяно та Вігоні. Він брав участь у створенні єзуїтських коледжів, зокрема в Мондові. Він на короткий час повернувся до Риму аби 6 квітня 1561 р. бути висвяченим на священика. Через збільшення обов'язків він вирішив відмовитися від управління пребендою у Фоссано. Потім він виголошував проповіді у Турині та К'єрі, а також був при дворі принца Еммануїла Філіберта в Риволі.
У 1562 році він вже був у Франції, де спочатку перебував у Ліоні. Наприкінці квітня його коротко ув'язнили гугеноти, але йому вдалося врятуватися і сховатися в К'єрі. У жовтні 1563 року він знову дістався Ліону і протягом наступних років він навчав, пояснював істини віри і проповідував у Франції, сперечаючись з єретиками. У 1564 році він вступив на посаду ректора коледжу єзуїтів в Авіньйоні, обіймаючи її до 1570 року. Вже в той час Поссевіно славився красномовством, блискучим інтелектом та легким оволодінням іноземними мовами. Пізніше, у вересні 1571 року він вирушив до Парижа, де отримав призначення на посаду ректор коледжу в Ліоні. Він також брав участь у синоді в місті Безансон.
У травні 1569 року в стрімкій кар'єрі молодого єзуїта відбувся ще один прорив. Генерал ордену Франсіско Борджа призначив бельгійського єзуїта Еверарда Меркуріана на посаду візитатора Франції, який у свою чергу обрав Поссевіна своїм секретарем. Коли наприкінці вересня 1572 року помер генерал Борджа, Поссевіно вирушив до Риму, де став свідком того, як III Генеральна конґрегація єзуїтів (1573) обрала Меркуріана генералом ордену єзуїтів. Його обрання мало наслідком те, що Поссевіно також повернувся до Риму і обійняв посаду секретаря генерала ордену на якій він залишався до 15 грудня 1577 року.
Під час роботи в секретаріаті Поссевіно проявив себе ефективним організатором і уважним спостерігачем, отримуючи досвід через контакти з єзуїтськими центрами, розкиданими по всьому сучасному світу. Його розсудливий розум швидко вчився і помічав проблеми, які стосувались церкви, про що свідчить записка подана генералові Меркуріану в 1576 році, в якій він відзначив загрози, які несуть ордену національні амбіції і взаємна ворожість окремих фракцій. Тим не менш, обов'язки Поссевіна в той час не обмежувались адміністративною працею, а його навички також використовувались в пастирській роботі в Римі. Проте, з плином часу надмір канцелярської робота почав обтяжувати Поссевіно, і він звернувся з проханням про переведення його до Греції або Трансільванії, але його прохання було відхилене. У той же час він взявся за написання праці щодо релігійного трактату бельгійського єпископа Іоанна з Вендевілья, який був надісланий як Пію V (1567) так і Григорію XIII (1577) і який став предметом аналізу єзуїтського ордену.

## Шведська місія
Запальні проповіді, легкість опанування іноземних мов та визнання, яке Поссевіно отримав серед керівництва ордена, з часом призвели до того, що йому почали давати більш відповідальні завдання, зокрема папа Григорій XIII залучив його до дипломатичної роботи. Першим завданням була місія до двору короля Швеції Югана III Вази (1569—1592), метою якої було переконати шведського монарха прийняти католицтво. Сподівання на успіх вбачились не тільки в дипломатичному таланті Поссевіна, а й в дружині короля Югана III, богобоязливій Катерині Ягеллонці, яка значною мірою впливала на рішення свого чоловіка та проявляла інтерес до контактів зі Святим Престолом.
Шведська місія Поссевіна складалась з двох етапів: першого — з 19 грудня 1577 р. по 21 травня 1578 р., і другого — з 26 липня 1579 р. по 16 серпня 1580 р.
Спочатку місія була успішною і 16 травня 1578 року король Швеції показово покинув лютеранство і прийняв католицизм, однак, як з'ясувалося пізніше, це було лише політичним кроком. Наступного дня Юган III знову виступив із раніше висунутими вимогами, без задоволення яких він відкинув можливість відходу Швеції від протестантизму. Правитель Швеції через прийняття католицизму хотів підтримувати зв'язок з Римом і о. Поссевіном, який міг би допомогти з укладанням польсько-шведського союзу проти Москви, і в майбутньому гарантувати трон Речі Посполитої для його сина Сигізмунда.
Через кілька днів після навернення Югана III Вази Поссевіно покинув Швецію (20 травня) і відбув до Гданська, куди він прибув десь на межі травня-червня 1578 року, а в подальшому, після короткого перебування в Бранево (Брунсберзі) та Ельблонгу він вирушив до Риму. Незважаючи на умови короля Швеції та нахабні листи до Риму із вимогами їх виконання, Святий Престол не відмовився від наступного етапу і доручив Поссевіну зміцнити Яна III в католицькій вірі та послуху Папі.
Другий етап шведської місії вже мав більш формальний характер, у порівнянні з попереднім. З огляду на що, 1 грудня 1578 року Поссевіно був призначений папським легатом до Швеції та апостольським вікарієм на землях Москви, Угорщини, Померанії, Саксонії та країн Північної Європи. До того, як Поссевыно потрапив до Балтійського моря, він поїхав у Мюнхен до баварського князя Альберта Віттельсбаха, а потім до Праги, де перебував з 20 лютого по 25 березня 1579 року, а звідти він вирушив на північ з пропозицією, мабуть, не дуже очікуваною при дворі в Стокгольмі, про видання сестри імператора Рудольфа II Габсбурга (1576—1611) за дружину Сигізмунду, сину шведського короля Яна III.
Виїхавши з Праги, Поссевіно вирушив в Оломоуць, де завершив роботу над створенням місцевого єзуїтського коледжу для майбутніх місіонерів у скандинавських країнах. Потім через Краків, який він відвідав 1 квітня, а пізніше через Варшаву та Бранево, поїхав до Вільнюса, щоб зустрітися з королем Стефаном Баторієм та завершити заснування чергової семінарії. У другій половині червня він чекав у Бранево на прибуття корабля зі Швеції, щоб нарешті 14 липня відпливти з Гданська в напрямку Стокгольму.
На жаль, Поссевіно не мав швидкої аудієнції у короля Швеції, який навмисно ставився до нього ще гірше ніж до татарських послів, прийнявши їх раніше, ніж вже кілька днів очікуючого Посевіна. Тільки тоді він викликав його до Уппсали, де він зупинився з двором і погодився на аудієнцію, яка, однак, була для Поссевіна настільки виснажливою та неприємною, що прикувала його до ліжка на 10 днів.
Тим часом, наприкінці вересня 1579 року до Стокгольма прибув єдинокровний брат Югана III Вази, Карл Судерманський, який своєю присутністю викликав у правителя Швеції страх за престол. Це ще більше посилило у Югана III переконання у необхідності перебування Швеції в лютеранстві. З того часу головним завданням єзуїтів стало збереження можливості здійснення апостольської діяльності в Швеції та утримання в католицизмі короля Сигізмунда.
Проте ситуація єзуїтів у Швеції щодень ставала дедалі складнішою. Зрештою вони покинули Стокгольм і оселилися в Торвезунді, приміській резиденції королеви Катерини Ягеллончик, де перебували до другої половини січня 1580 року. Коли в лютому шведський парламент під впливом Кароля Судерманского змусив короля спростувати підозри про бажання відновити католицтво, Поссевіно дійшов до переконання, що Швецію потрібно залишити, що він і зробив 10 серпня, приїхавши до Гданська 16 чи 17 серпня 1580 року.

## Московська місія
Участь у шведській місії відкрила о. Поссевіно шлях до кар'єри в папській дипломатії. Тому наступним напрямом, де було вирішено використовувати його навички, був конфлікт між Річчю Посполитою та Москвою. Ця суперечка, яка тривала з кінця 50-х рр. XVI ст. знову вибухнула в 1577 р., коли війська Івана IV Грозного вторглися на територію Лівонії. Відповіддю на російську атаку стали кампанії короля Баторія, під час яких армія Івана IV зазнала поразки.
З огляду на успіхи польських військ цар Іван Грозний вирішує надіслати посольство до Риму, аби за туманні обіцянки церковної унії та за участь у антитурецькій лізі попросити папського посередництва у війні з Річчю Посполитою. На чолі делегації стояв Леонтій Істома Шевригін, яку у серпні 1580 р. цар доручив доставити царські листи до імператора Рудольфа II Габсбурга, а потім вирушити до двору папи Григорія XIII. 6 вересня депутати виїхали з Москви. З огляду на воєнні дії, окольною дорогою через Лівонію, Данію та Любек, вони вирушили до Німеччини, і прибули до двору імператора в січні 1581 р. До Риму посольств прибуло 23 лютого 1581 р. Наступного дня відбувся урочистий в'їзд послів до міста, а 26 лютого — аудієнція з Григорієм XIII.
Папа вітав російські обіцянки, сподіваючись поширити католицтво на Схід. Він вирішив послати Посевінна в якості легата для проведення мирних переговорів між польським королем Стефаном Баторієм та царем Іваном IV Грозним.
27 березня 1581 року Поссевіно вирушив з Риму через Венецію на північ у компанії Істоми Шевригіна. У австрійській місцевості Філлах російський посол вирушив до Віденя, а Поссевіно до Граца, до двору ерцгерцога Карола з дипломатичною місією від папи Григорія XIII. Вони знову зустрілися в імператорському дворі у Празі 12 травня, звідки Поссевіно вирушив у Вільно, а Шевригін окольною дорогою вирушив у подорож до Нарви.
Проїжджаючи через Варшаву, Поссевіно поспілкувався з королевою Анною Ягеллонкою про шведську політику, а тоді вже вирушив до Вільно, прибувши туди 13 або 14 червня 1581 року. Проте вже у другій половині червня король Баторій, а разом з ним і Поссевіно, не дочекавшись повернення польського посла з Москви, вирушили через Дісну до Полоцька, де перебували посли Івана Грозного, котрі відкинули останні умови укладення миру та висували щораз нові, часто образливі для короля, умови. У відповідь Баторій направився з армією під Псков, а Поссевіно поїхав до царя, який перебував у Стариці.
З 20 серпня по 12 вересня Поссевіно мав нагоду кілька разів зустрітись із царем та обговорити умови завершення польсько-російської війни, скликання антитурецької ліги та укладення церковної унії. Через непоступливість царя перемир'я так і не було укладене, у військові дії досягли піку на переломі 1581—1582 рр. Поссевіно попередив Івана IV, що становище оборонців Пскова погіршується, а шведський король захопив Нарву і Івангород, фактично закривши московитам вихід до Балтійського моря.
Зрештою Поссевіно вдалося звести представників двох сторін в селищі Киверова Гірка біля Яма Запольського. Він особисто вів усі засідання, складав протоколи і робив з них копії, надсилав листи монархам, вмовляв, блефував і погрожував. На певному етапі це викликало невдоволення як московитів, так і литовців, що почали підозрювати папського легата в підігруванні опонентам. Але Поссевіно таки довів справу до кінця. На двадцять першому засіданні 15 січня 1582 року перемовники таки уклали перемир'я на десять років на почесних умовах для царя.
Поссевіно нагадав царю про його слова щодо можливого порозуміння між католицькою і православною церквами. Цар довго тягнув з відповіддю, але зрештою погодився на диспут з питань віри, який, втім, завершився нічим. Так і не домігшись згоди на початок перемовин про унію, Поссевіно був змушений залишити Московію.

## Праці
- Livoniae commentarius, Gregorio XIII. P.M. ab Antonio Possevino, S.J., scriptus / ed. C. Napiersky. Riga, 1852.

### Монографії
- Antonio Possevino SJ (1533—1611): życie i dzieło na tle epoki / pod red. Danuty Quirini-Popławskiej. Kraków: Akademia Ignatianum: Wydawnictwo WAM, 2012.

### Довідники
- Українська радянська енциклопедія : у 12 т. / гол. ред. М. П. Бажан ; редкол.: О. К. Антонов та ін. — 2-ге вид. — К. : Головна редакція УРЕ, 1974–1985.
- Сербіна, Н. Ф. Поссевіно Антоніо // Українська дипломатична енциклопедія: У 2-х т./Редкол.:Л. В. Губерський (голова) та ін. — К.:Знання України, 2004 — Т.2 — 812с. ISBN 966-316-045-4